# 다비드 드 피나
다니엘 다비드 바렐라 드 피나(포르투갈어: Daniel David Varela de Pina, 1995년 8월 7일~)는 카보베르데의 권투 선수이다. 2024년 하계 올림픽 남자 복싱 플라이급에서 동메달을 획득했으며 카보베르데 최초의 올림픽 메달리스트가 되었다.